# Ánxeles Penas
Ánxeles Penas García (Teijeiro, Curtis, provincia de La Coruña, 1943) es una poeta y artista plástica española. Como escritora primero escribió en castellano y desde 1982 en lengua gallega.

## Trayectoria
Realizó estudios de Filosofía y Letras, en Santiago de Compostela,  y de Bellas Artes, en San Fernando (Madrid), donde obtiene una licenciatura. Y en 1986, otra en Filosofía y Letras, por la Universidad de Santiago de Compostela,  y en Bellas Artes (especialidad escultura) por la Facultad de San Fernando en Madrid; además, realizó estudios de música en el Conservatorio de La Coruña, y de Magisterio. 
En el ámbito plástico ha tenido una doble faceta: de escultora y de pintora; habiendo llevado a cabo más de cincuenta exposiciones. Tiene en su haber nueve premios literarios. Es miembro de Auliga (Asociación Internacional de Amigos de la Universidad Libre Iberoamericana en Galicia) y pertenece al Consejo Asesor de la revista Serta, de la Universidad Nacional de Educación a Distancia (UNED).

## Obra

### En castellano
- Con los pies en la frontera. Ed. Moret. 124 pp. 1976
- Ya soy para tu muerte. Ed. Torremozas. 76 pp. ISBN 847839236X 1980 en línea (enlace roto disponible en Internet Archive; véase el historial, la primera versión y la última).
- ricardo Segura Torrella, ramón Codina Bonet, ánxeles Penas. Segura Torrella: Palacio Municipal de Exposiciones Kiosko Alfonso: La Coruña, 14 de diciembre de 2004 al 9 de enero de 2005. Ed. Ayuntamiento de La Coruña. 94 pp. 2004
- Abelenda. Grandes pintores. Ed. BPR. 249 pp. ISBN 8498120799 2008

### En gallego
- Galicia, fondo val. Ed. do Castro. 68 pp. ISBN 847492135X 1982
- O santuario intocable. Ed. Sotelo Blanco. 100 pp. ISBN 8478241345 1992
- Fondo en malva, libro colectivo de homenaje a Miguel González Garcés
- joam Berride, ánxeles Penas. Veleiros das estrelas: [exposición]. Ed. Dirección General de Promoción Cultural. 64 pp. ISBN 8445330624 2001
- carlota Cuesta, ánxeles Penas, encarnación Pisonero. Anxos en busca de pórtico: maio-xuño, 2005, Casa da Parra, Santiago de Compostela. Ed. Dirección General de Promoción Cultural. 180 pp. ISBN 8445340468 2005
- Perfís e poéticas. Ed. Baia. 106 pp. ISBN 8496526712 2006
- Amor deshabitado, 2008

### En francés
- ánxeles Penas, françois Davó. Anthologie poétique. Volumen 11 de Espiral Maior "AULIGA". 71 pp. ISBN 8496475336 2006

### Traducciones
- Cantos caucanos, de Antón Avilés de Taramancos, al castellano
- Antología poética, de Eusebio Lorenzo Baleirón, al castellano

## Reconocimientos
Como dramaturga
- 1974: Premio de Teatro Abrente Beja de Ribadavia

Como poeta
- 1981: Premio de la Ciudad de La Coruña
- 1971: Premio Cantiga Fiesta de La Coruña
- 1971: Premio Nacional "Jorge Manrique"
- 1970: Premio de Eventos Minerva de la Universidad de Santiago